# Liste der Naturdenkmale im Amt Neustrelitz-Land
Die Liste der Naturdenkmale in Amt Neustrelitz-Land nennt die Naturdenkmale im Amt Neustrelitz-Land im Landkreis Mecklenburgische Seenplatte in Mecklenburg-Vorpommern.

## Blankensee
Hier sind keine Naturdenkmale bekannt.

## Blumenholz
| Bild | Nr.        | Bezeichnung | Standort                                                | Beschreibung | Schutzzweck | Verordnung |
| ---- | ---------- | ----------- | ------------------------------------------------------- | --- | ----------- | ---------- |
| BW   | 2545/447-0 | Eiche       | Usadel (53° 26′ 17,3″ N, 13° 10′ 14,7″ O)               | Die Eiche wächst am Standort des ehemaligen Usadeler Motels. Im Jahre 1974 wies das Naturdenkmal einen Stammumfang von 6,60 m auf, 1991 waren es 6,90 m. Die eindrucksvolle Eiche trägt im Sommer kein Blätterkleid mehr. |             |            |
| BW   | 2545/448-0 | Eiche       | Usadel (53° 26′ 41,6″ N, 13° 9′ 54,1″ O)                | Die Eiche wächst am Südufer der Lieps, nahe Usadel. Im Jahre 1977 wies das Naturdenkmal einen Stammumfang von 5,45 m auf, 1995 waren es 5,84 m.                                                                           |             |            |
| BW   | 2545/449-0 | 2 Eichen    | Usadel (53° 26′ 24,4″ N, 13° 9′ 47,1″ O)                | Die beiden Eichen wachsen südlich der Lieps in den Prillwitzer Tannen. Im Jahre 1977 hatten die beiden Naturdenkmale einen Stammumfang von 5,70 m bzw. 5,90 m, 1995 lagen sie bei 6,26 m bzw. 6,28 m.                     |             |            |
| BW   | 2644/907-0 | Eiche       | Weisdin Am Langen See (53° 23′ 52,3″ N, 13° 6′ 25,1″ O) | [ 4 ] |             |            |
| BW   | 2544/446-0 | 2 Eichen    | Weisdin Schlossallee (53° 23′ 58,1″ N, 13° 6′ 31,9″ O)  | Die beiden Eichen wachsen südlich des Schlossberges von Weisdin. |             |            |

## Carpin
| Bild | Nr.        | Bezeichnung      | Standort                                                 | Beschreibung | Schutzzweck | Verordnung |
| ---- | ---------- | ---------------- | -------------------------------------------------------- | --- | ----------- | ---------- |
| BW   | 2645/401-0 | Riesenlebensbaum | Dianenhof Hauptstraße (53° 21′ 13,2″ N, 13° 13′ 56,9″ O) | Der Riesenlebensbaum wies im Jahre 1995 einen Stammumfang von 2,20 m auf.                                                                 |             |            |
| BW   | 2644/412-0 | Eiche            | Oberzinow (53° 21′ 38,4″ N, 13° 9′ 26,7″ O)              | Die Eiche wächst bei Oberzinow nah an der B 198. Im Jahre 1977 hatte das Naturdenkmal einen Stammumfang von 4,20 m, 1995 waren es 4,40 m. |             |            |

## Godendorf
Hier sind keine Naturdenkmale bekannt.

## Grünow
| Bild | Nr.        | Bezeichnung | Standort                           | Beschreibung | Schutzzweck | Verordnung |
| ---- | ---------- | ----------- | ---------------------------------- | ------------ | ----------- | ---------- |
| BW   | 2645/405-0 | Linde       | (53° 20′ 14,6″ N, 13° 17′ 11,5″ O) | [ 8 ]        |             |            |

## Hohenzieritz
| Bild | Nr.        | Bezeichnung               | Standort                                 | Beschreibung                                                                                       | Schutzzweck | Verordnung |
| ---- | ---------- | ------------------------- | ---------------------------------------- | -------------------------------------------------------------------------------------------------- | ----------- | ---------- |
| BW   | 2544/427-0 | Stiel-Eiche „Luiseneiche“ | Sandmühle (53° 25′ 47,6″ N, 13° 6′ 3″ O) | Gepflanzt um 1500. Umfang 7,50 m. Dickste Eiche in der Region. Kronenbruch, Umfeld sehr ungepflegt |             |            |

## Klein Vielen
| Bild | Nr.        | Bezeichnung | Standort                                                            | Beschreibung | Schutzzweck | Verordnung |
| ---- | ---------- | ----------- | ------------------------------------------------------------------- | --- | ----------- | ---------- |
| BW   | 2544/430-0 | Eiche       | Adamsdorf gegenüber Adamsdorf 10a (53° 25′ 29,2″ N, 13° 0′ 39,1″ O) | Die Eiche wächst am westlichen Ortsrand des Dorfes. Im Jahre 1977 hatte das Naturdenkmal einen Stammumfang von 4,30 m, 1995 waren es 4,85 m.         |             |            |
| BW   | 2544/426-0 | Eiche       | Brustorf (53° 25′ 23,9″ N, 13° 2′ 48,9″ O)                          | Die Eiche wächst am Forsthaus Brustorf. Im Jahre 1995 hatte das Naturdenkmal einen Stammumfang von 4,50 m.                                           |             |            |
| BW   | 2544/429-0 | Eiche       | Brustorf (53° 25′ 59,6″ N, 13° 2′ 52,2″ O)                          | Die Eiche wächst am nördlichen Ortsrand, östlich der B 193. Das Naturdenkmal hatte im Jahre 1974 einen Stammumfang von 4,50 m, 1995 waren es 5,10 m. |             |            |
| BW   | 2544/424-0 | Ginkgo      | Peckatel (53° 26′ 49,7″ N, 13° 3′ 3″ O)                             | Der Ginkgo wächst im Pfarrgarten. Sein Alter wird auf über 90 Jahre geschätzt. 1995 wies das Naturdenkmal einen Stammumfang von 2,45 m auf.          |             |            |

## Kratzeburg
Hier sind keine Naturdenkmale bekannt.

## Möllenbeck
| Bild | Nr.        | Bezeichnung | Standort                                  | Beschreibung | Schutzzweck | Verordnung |
| ---- | ---------- | ----------- | ----------------------------------------- | --- | ----------- | ---------- |
| BW   | 2546/405-0 | Eiche       | Stolpe (53° 24′ 19,8″ N, 13° 21′ 53,1″ O) | Die zwieselige Eiche wächst auf einer Koppel westlich des Stolper Sees. Im Jahre 1995 wies das Naturdenkmal einen Stammumfang von 6,65 m auf. |             |            |

## Userin
| Bild | Nr.        | Bezeichnung | Standort                                              | Beschreibung | Schutzzweck | Verordnung |
| ---- | ---------- | ----------- | ----------------------------------------------------- | --- | ----------- | ---------- |
| BW   | 2643/413-0 | Eiche       | Zwenzow Zwenzow 10 (53° 19′ 14,6″ N, 12° 56′ 49,8″ O) | Im Jahre 1974 hatte das Naturdenkmal einen Stammumfang von 4,70 m, 1995 waren es 5,03 m.                                                                           |             |            |
| BW   | 2643/410-0 | Eiche       | Leussow (53° 18′ 15,8″ N, 12° 54′ 16,4″ O)            | Die Eiche wächst nördlich des Leussower Sees inmitten eines Kiefernbestandes. Das zwieselige Naturdenkmal hatte 1995 einen Stammumfang von 6,85 m.                 |             |            |
| BW   | 2644/407-0 | Eiche       | Lindenberg (53° 20′ 38,8″ N, 13° 0′ 58,5″ O)          | Die Eiche wächst südlich der Ortschaft Lindenberg am Rand des Bornbruchs. Im Jahre 1963 hatte das Naturdenkmal einen Stammumfang von 5,70 m, 1995 waren es 6,55 m. |             |            |

## Wokuhl-Dabelow
Hier sind keine Naturdenkmale bekannt.